# San Benito (Colombia)
San Benito è un comune della Colombia facente parte del dipartimento di Santander.
L'abitato venne fondato da Martin Galeano nel 1592, mentre l'istituzioe del comune è del 1751.